# Anavatapta

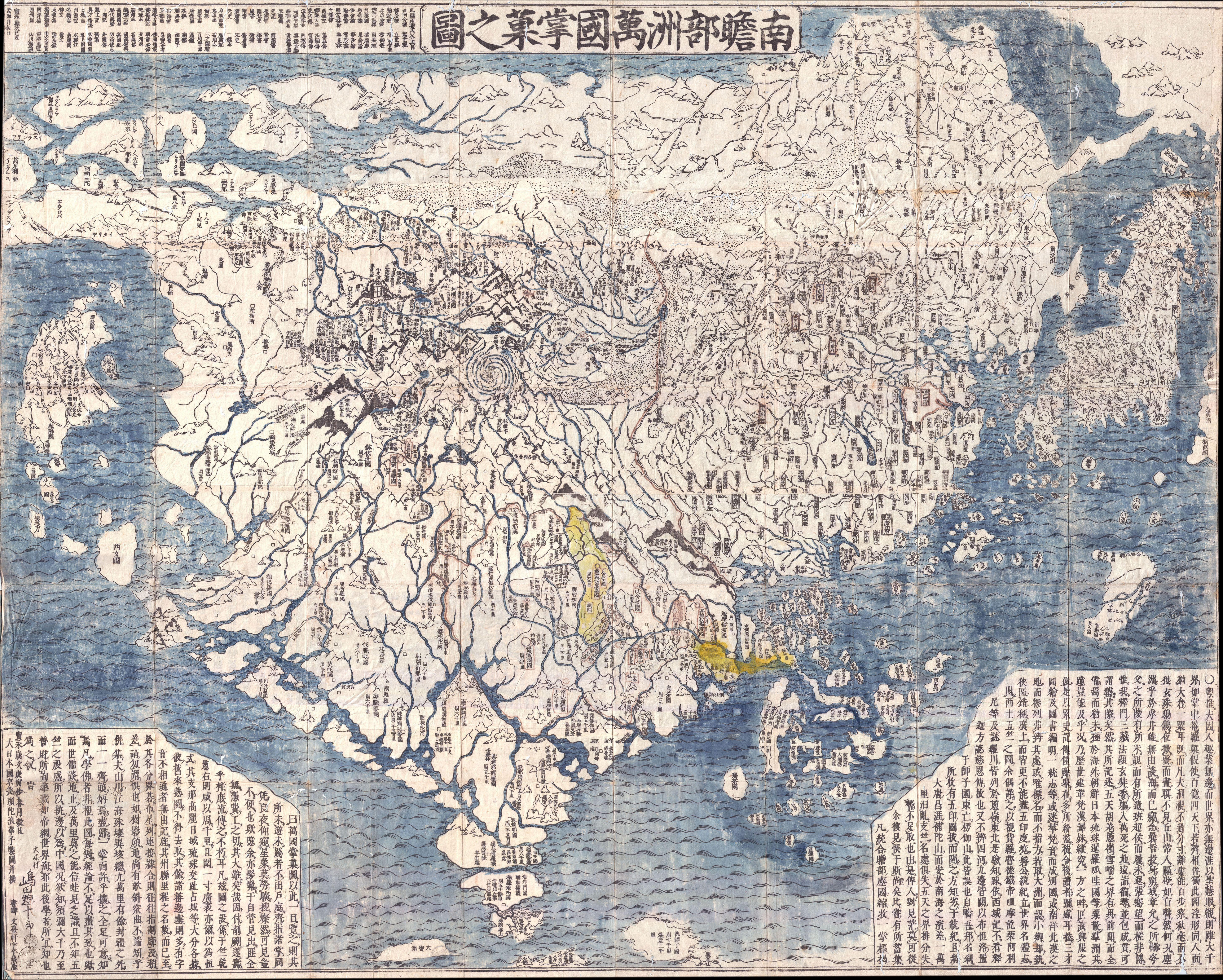
L’Anavatapta su una mappa del mondo buddista giapponese (1710)

Anavatapta (sanscrito अनवतप्त "il non riscaldato") è il lago che giace al centro del mondo, secondo l'antica tradizione indiana. Il nome Anavatapta significa "senza calore"; si pensava infatti che le acque del lago fossero in grado di lenire i fuochi che tormentano gli esseri viventi. Ma Anavatapta è anche il nome del drago che si diceva vivesse nel lago; divenuto bodhisattva, divenne libero dalle angosce che affliggevano gli altri draghi, tormentati dal caldo ardente e predati dai garuda.
Secondo Charles Higham, il lago Anavatapta era un "lago sacro dell'Himalaya intriso di miracolosi poteri curativi per rimuovere i peccati umani".  George Cœdès afferma che il lago "...secondo la tradizione indiana, si trova ai confini dell'Himalaya, e le sue acque sgorgano da doccioni a forma di teste di animali". 
Situato a sud della Montagna dei Profumi, si dice che il Lago Anavatapta abbia una circonferenza di 800 li e sia delimitato da oro, argento e pietre preziose. Dal lago uscivano quattro fiumi. La manifestazione terrena del lago è spesso identificata con il Lago Manasarovar, che si trova ai piedi del monte Kailash (Gandhamadana o Montagna dei Profumi) nell'Himalaya. I quattro fiumi mitici sono talvolta identificati con il Gange (est), l'Indo (sud), l'Amu Darya (ovest) e il Tarim o fiume Giallo (nord).